# Carmel Highlands
Carmel Highlands er en by der ligger Monterey County ca. 5,6 km syd for Carmel-by-the-Sea i Californien.
Igennem byen går California State Route 1, som er en vej der går fra Los Angeles til Leggett, der ligger nord for San Francisco.
I området omkring Carmel Highlands er der nogle af de dyreste boliger i USA, da mange berømte og rige stjerner har huse eller feriehuse i området. bl.a. Clint Eastwood, og tidligere countrysangeren John Denver, der boede der fra 1996 til 1997.